# Annalena
Annalena ist ein weiblicher Vorname.

## Herkunft und Bedeutung
Annalena ist eine Form von Magdalena oder die Zusammensetzung der Namen Anna und Lena.

## Bekannte Namensträgerinnen

### Annalena
- Annalena Baerbock (* 1980), deutsche Politikerin (Bündnis 90/Die Grünen), Bundesministerin des Auswärtigen
- Annalena Breitenbach (* 1998), deutsche Fußballspielerin
- Annalena Duken (* 1975), deutsche Schauspielerin
- Annalena Mach (* 1995), luxemburgische Volleyballnationalspielerin
- Annalena McAfee (* 1952), britische Journalistin und Schriftstellerin
- Annalena Rieke (* 1999), deutsche Fußballspielerin
- Annalena Schmidt (* 1951), deutsche Schauspielerin
- Annalena Tonelli (1943–2003), italienische Rechtswissenschaftlerin

### Anna-Lena
- Anna-Lena (1944–2010), eigentlich Anna-Lena Löfgren, schwedische Sängerin
- Anna-Lena Forster (* 1995), deutsche Monoskibobfahrerin
- Anna-Lena Freese (* 1994), deutsche Leichtathletin (Sprint)
- Anna-Lena Friedsam (* 1994), deutsche Tennisspielerin
- Anna-Lena Grönefeld (* 1985), deutsche Tennisspielerin
- Anna-Lena Portmann (* 1985), deutsche Grasskiläuferin
- Anna-Lena Schwing (* 1996), deutsche Schauspielerin
- Anna-Lena Strindlund (* 1971), schwedische Schauspielerin
- Anna-Lena Vollmer (* 1994), deutsche Fußballspielerin
- Anna-Lena Zuck (* 1988), deutsche Snowboarderin